# 풍력 터빈

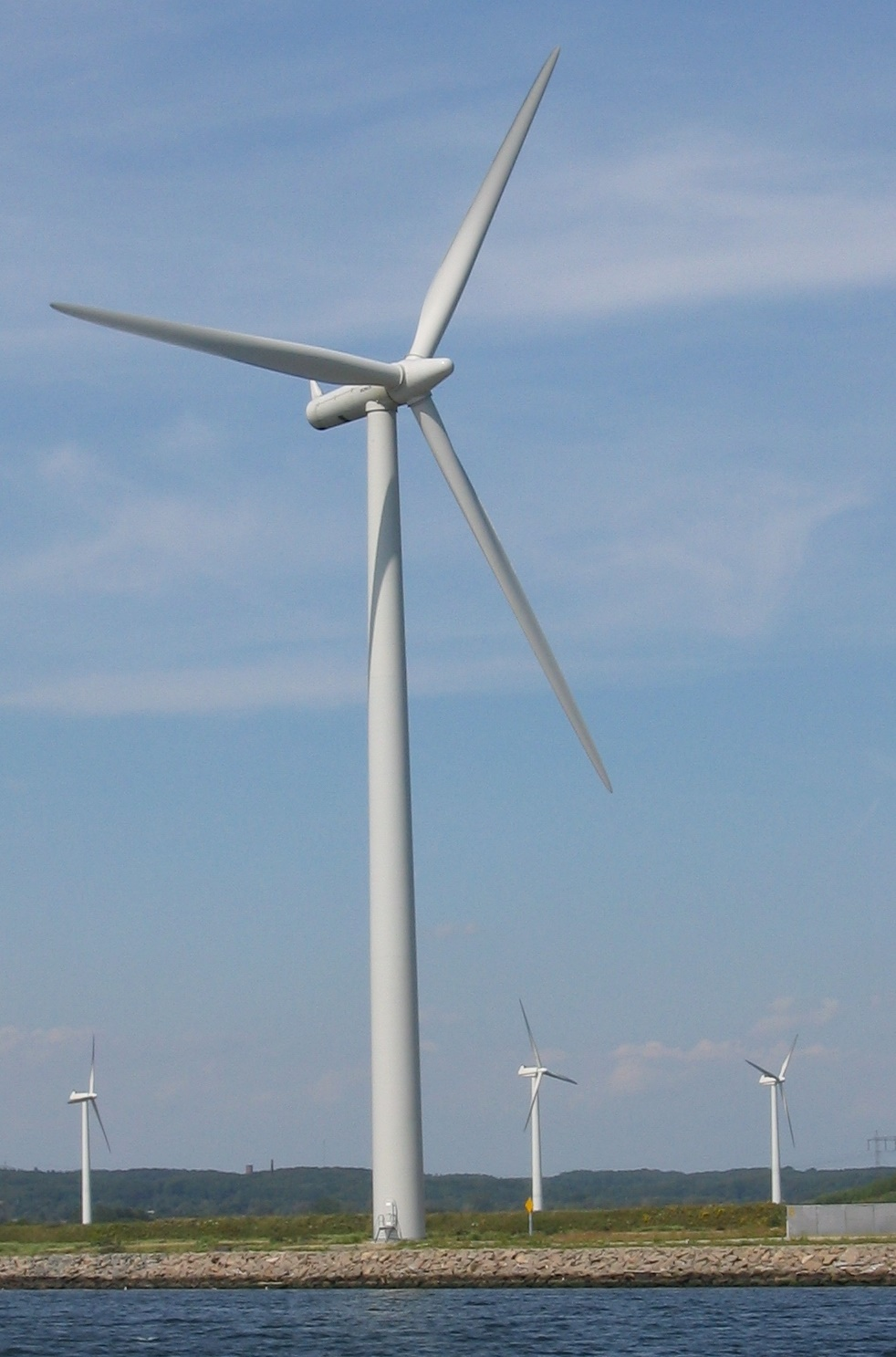
덴마크, 올보르 근처의 풍력 터빈

풍력 터빈(wind turbine)은 바람의 운동 에너지를 기계적 에너지로 변환하는 장치로, 풍력 발전에 사용된다. 이 기계적 에너지가 발전기에서 전기에너지로 바뀌면 '풍력 발전기'라고 하고, 또는 그 에너지가 기계(곡식 제분기, 워터 펌프 등)를 작동시키는 데 쓰이면 풍차 또는 '윈드 펌프'라고 한다.

## 역사
풍차 개발을 기점으로 오랜 기간 동안의 연구로 얻어진 현대 공학 기술의 결과로, 오늘날의 풍력 터빈은 다양한 종류의 수직축 또는 수평축으로 만들어진다. 작은 크기의 터빈은 배터리 충전, 배의 보조 동력장치 등에 사용되고 있다. 풍력 터빈 내의 거대한 격자 배열들(Grid-connected arrays)은 상업용 전기 생산을 위한 수단으로 점점 중요한 역할이 되고 있다.
풍력을 이용한 기계는 기원전 200년 초반 페르시아 지역에서 사용되었다. 이런 종류의 기계는 기원후 250년 로마 제국에 도입되었다. 최초의 실질적인 풍차는 7세기 이란의 시스탄 지방에 세워졌다. 초기의 풍차는 수직축을 가진 풍차였는데, 사각형의 날을 가지고 있는 긴 수직 구동축이 있었다.

## 리소스
어떤 위치에서 발전기를 위해 얻을 수 있는 풍력 에너지를 양적으로 표현한 것을 풍력 밀도(Wind Power Density, WPD)라 한다. 이는 터빈이 작동하는 면적에의 제곱미터당 얻어지는 평균 연간 에너지를 계산한 것이며, 여러 (지면으로부터)터빈의 높이를 고려해 표로 구성되어 있다. 풍력 밀도는 풍속과 공기 밀도 또한 고려해서 계산된 값이다.

## 종류
풍력 터빈은 수평축이나 수직축으로 이루어져 그 축을 중심으로 회전한다. 수평축 풍력 터빈이 보다 일반적이다.
- 역회전 풍력 터빈
- 해상 수직축 풍력 터빈
- 가로등 풍력 터빈

## 같이 보기
- 재생 가능 에너지